# シーツー (企業)
シーツー株式会社は宮城県仙台市に本社を置く企業。携帯電話用の情報提供業務（コンテンツプロバイダ）およびシステム開発業務を行っている。

## 概要
自社開発パッケージ販売管理プログラムの作成、自社サイトWEB・ASPコンテンツの作成を行う。アットメールなど携帯広告配信システムの運営、無料ホームページスペースなど携帯電話向けプロバイダー事業を行っている。

### ASPサービス事業
当初は携帯アフィリエイトサイトの運営等を中心に行っていたが、2003年の「アットメール」業務開始以降、徐々に有償ASPサービスの販売路線がコンテンツ展開の主軸となっている。主軸サービス「アットメール」は携帯電話向けの一斉同報的なメール配信機能やCMS機能（携帯電話向けウェブサイトなど）を有し、商用利用が中心。その他、携帯電話を利用したグループウェア、Felicaリーダー端末を利用した電子名刺等のBtoBコンテンツの開発、販売も行っている。
なお、利用者に向けては主に各地のショールーム（仙台、東京、名古屋、大阪、福岡）にて利用講習などを行っている。

### 販売体制
2010年現在、ASPサービス販売のためフランチャイズ制度を構え、同社ショールームなどで事業説明や商品講習等の研修を行う。一般的に代理店登録は有償としており、代理店は利用者との契約を同社へあっせんすることにより同社より販売手数料を収受する。また2009年前後より、販売機会獲得のため全国のコンベンションセンターなどで開催される展示会や見本市へ出展している。

### 書籍出版・TV放映
2010年11月、7年間の業務用メール配信サービスの実績を元に、その実例やノウハウを集めた書籍（著者は同社代表取締役名義）がすばる舎より出版される。これを受け、同社は各地で出版記念講演会を実施。また、2011年初頭には、BS番組「～Turning Point～　賢者の選択」（2011年1月3日放映）内で「販促媒体としての携帯メール配信」をテーマとして同社がクローズアップされ、そのサービス内容や講習、利用店舗等の様子が放映された。

## 歴史

### 沿革
- 2000年7月20日 - ワースワイル・ドット・コム株式会社を設立。
- 2002年6月 - ホットクリックサービスを開始。
- 2003年9月 - ジャストメール業務を開始。
- 2006年1月 - 本社移転。
- 2006年9月 - ショールーム「WebDo！ Galleria福岡」を開店。翌年1月には大阪に、2月には札幌にも開店。
- 2008年9月 - プライバシーマーク取得。
- 2009年8月8日 - 携帯電話専用のウェブサイトを利用した連鎖販売取引ホットクリック事業に関して、特定商取引法違反にて経済産業省より3箇月間の業務停止命令を受ける。
- 2009年8月 - 「お店探し!ジャストモール」をdocomo、au、softbank公式サイトに登録。
- 2010年5月21日 - 社名を、シーツー株式会社に変更。
- 2010年6月22日 - 本社を仙台市青葉区中央に移転。東京本社を東京都中央区銀座に新設。
- 2010年10月6日 - 「WebDo! Galleria静岡」を開店。
- 2013年7月 - 仙台本社を仙台市宮城野区榴岡に移転。

### 業務停止命令
同社は2002年6月から2009年8月までの間、ウェブサイトを利用した連鎖販売取引による販売代理店制度、「ホットクリック」を展開していたが、2009年8月7日、経済産業省は当該取引に対し特定商取引法（不実告知など）に基づく3箇月間の業務停止命令を行った旨を発表した。
同省東北経済産業局によると、同社の勧誘者は携帯電話専用のウェブサイトを利用して「誰でも簡単に広告収入やインターネット上の売上からのリベートが受取れるビジネスサイト」を持つことができるなどと、虚偽の説明を行った他、同社名称や契約締結の目的を告げずに会員を勧誘したとしており、また、同社が交付した一部の入会契約書には中途解約及びクーリングオフ等に関する記載不備が認められたとしている。
この命令以降、同社は連鎖販売取引（マルチ商法）による事業形態からフランチャイズの代理店による事業形態を採るようになった。なお、業務停止明けから約半年後に社名を変更している。

## 拠点
- 仙台本社

〒983-0852 宮城県仙台市宮城野区榴岡2-4-22 仙台東口ビル7F 北緯38度15分41.5秒 東経140度53分10秒 / 北緯38.261528度 東経140.88611度
- 東京本社

〒104-0061 東京都中央区銀座1-19-14 ホーメスト銀座ビル9F 北緯35度40分24.5秒 東経139度46分15.2秒 / 北緯35.673472度 東経139.770889度

### かつての拠点
- 旧・仙台本社

2010年6月20日まで
〒980-0811 宮城県仙台市青葉区一番町2-8-10 ニッセイ同和損保仙台ビル5F 北緯38度15分29.8秒 東経140度52分15.3秒 / 北緯38.258278度 東経140.870917度 
2010年6月21日～2013年7月頃まで
〒980-8485 宮城県仙台市青葉区中央1-2-3 仙台マークワン14F 北緯38度15分43.4秒 東経140度52分53.2秒 / 北緯38.262056度 東経140.881444度

### 営業所・ショールーム
- WebDo! Galleria札幌（北海道札幌市）←2013年3月閉鎖
- WebDo! Galleria仙台（宮城県仙台市）…仙台東口ビル7Fに所在。
- WebDo! Galleria東京（東京都中央区）
- WebDo! Galleria静岡（静岡県静岡市）←2013年閉鎖
- WebDo! Galleria名古屋（愛知県名古屋市）←2015年閉鎖
- WebDo! Galleria大阪（大阪府大阪市）
- WebDo! Galleria福岡（福岡県福岡市）←2015年閉鎖

## 主な取扱サービス
- モバイルADソリューション
  - アットメール、アットビジネス、貯め～る.net、メルスタ
  - 特割ナビ、デジカン、モバアド、モバロコ
- モバイルWEBソリューション
  - アイフレンズ、フィメイル、HOTNEWS、QBタウン、フリーモール
  - i-Board、写メ-1、Quickboard、アナライザー
- その他のサービス
  - SEEDモバイル電子名刺システム、CUBEモバイル特典システム

## 関連記事
- 連鎖販売取引の企業一覧